# タムレット
タムレットまたはタメレット（欧字名: Tamerett、1962年2月17日 – 1995年9月15日) は、アメリカ合衆国の競走馬、繁殖牝馬。
競走馬としては条件馬で終わったが、繁殖牝馬としてはテンタムとノウンファクトのGI馬2頭を出すなど大きな成功を収めた。牝系は世界的な広がりを見せており、孫のゴーンウェストやそのほかの牝系子孫を通じて血統に大きな影響を与え続けている。
半兄にシャーペンアップの父エタンがいる。

## 生涯
1962年、ケンタッキー州のバートラム・リンダーによって生産された。1963年、ファシグ・ティプトンのサラトガ1歳馬セールでジェームス P. ミルズ夫人によって1万ドルで購入されたが、2歳時に出走したクレーミング競走を経て7500ドルで別の馬主に引き取られた。タムレットは最終的にゲドニー・ファーム・ブリーディング社に買収され、最初の4頭の仔馬を生産した。ノウンファクトが誕生する前に、タムレットはウィリアム・O・リード博士によって個人的に引き取られ、1985年まで繁殖生活をつづけた。1995年、レキシントン近くのリードズ・メア・ヘブン・ファームで死亡。享年33歳の記録的な長寿だった。

## 繁殖成績
- タムテント / Tamtent（牡 1968年生、父Intentionally）：1970年トレモントステークス（英語版）優勝。現役中に死亡。
- テンタム / Tentam（牡 1969年生、父Intentionally）：1973年ユナイテッドネイションズハンデキャップ、ガヴァナーステークス、メトロポリタンハンデキャップ（いずれも米GI）優勝。種牡馬としても成功したが、12歳で早逝。
- テリート / Terete（牡 1972年生、父Boldnesian) ：1975年シネマハンデキャップ（英語版）（米GII）優勝、1975年ハリウッドダービー（米GI）2着。種牡馬としては失敗に終わる。
- タミネット / Taminette（牝 1973年生、父In Reality）：9戦2勝。繁殖牝馬としてGI馬のタピアノ、ステークスウィナーのマイアール、日本の京成杯を勝ったエーピージェットを輩出。
- ノウンファクト / Known Fact（牡 1977年生、父In Reality）：1980年2000ギニーステークス（英G1）、ミドルパークステークス（米GI）優勝。種牡馬としても英米で複数のGI馬を輩出する大成功を収めた。
- セクレタム / Secrettame（牝 1978年生、父Secretariat）1982年シャーリージョーンズハンデキャップ（英語版）（米GII）優勝。繁殖牝馬としてGI馬のゴーンウェスト、GIIを勝ったライオンキャヴァーン、日本のオープン馬ロードアルティマを輩出。
- カインドホープ / Kind Hope（牝 1980年生、父Chieftain）：不出走。繁殖牝馬としてステークスウィナーのエクスプローシヴカウントを生産。
- バッジオブカレッジ / Badge of Courage（牝 1983年生、父Well Decorated）：不出走。繁殖牝馬としてタイキフォーチュン・タイキダイヤ・タイキリオンの母パテントリークリア、英G3を勝ったトゥルーヒーローを生産。

## 主なファミリーライン
牝系図の主要な部分（G1級競走優勝馬、および日本の重賞馬）は以下の通り。*は日本に輸入された馬。
- Tamerett 1962
  - Tentam 1969（ユナイテッドネイションズH、ガヴァナーS、米メトロポリタンH）
  - Taminette 1973
    - Tappiano 1984（デモワゼルS、米メイトロンS、スピナウェイS）
    - Amo 1985
      - With Every Wish 1991
        - Oatsee 1997
          - *レディジョアン 2004（アラバマS）
            - オーラオブザムーン 2010
              - オールドフレイム 2014
                - シリウスコルト 2021（新潟大賞典）

          - Shackleford 2008（クラークH、米メトロポリタンH、プリークネスS）

        - Mille Lacs 2002
          - My Every Wish 2009
            - *フィレンツェファイア 2015（米シャンペンS）

    - *エーピージェット 1989（京成杯）　

  - Known Fact 1977（英2000ギニー、ミドルパークS）
  - Secrettame 1978
    - Gone West 1984（ドワイヤーS）
    - サクラセクレテーム 1993
      - サクラオリオン 2002（函館記念）

  - Badge of Courage 1983
    - *パテントリークリア 1988
      - *タイキフォーチュン 1993（NHKマイルC、毎日杯）
      - *タイキダイヤ 1996（クリスタルC）
        - タイキクラリティ 2003
          - クラリティスカイ 2012（NHKマイルC）

      - *タイキリオン 1999（ニュージーランドT）
      - *オブザーヴァント 2000
        - ナスケンアイリス 2007
          - モジアナフレイバー 2015（大井記念、勝島王冠2回、川崎マイラーズ）

        - セイウンコウセイ 2013（高松宮記念、函館スプリントS）

牝系図の出典：牝系検索α

## 血統表
| タムレット（Tamerett）の血統 | タムレット（Tamerett）の血統                                                                | タムレット（Tamerett）の血統                                                                | （血統表の出典）                                                                            | （血統表の出典） |
| 父系                         | トムフール系                                                                                | トムフール系                                                                                | トムフール系                                                                                |                  |
| 父 Tim Tam 1955 黒鹿毛       | 父の父Tom Fool 1949 鹿毛                                                                    | Menow                                                                                       | Pharamond                                                                                   | Pharamond        |
| 父 Tim Tam 1955 黒鹿毛       | 父の父Tom Fool 1949 鹿毛                                                                    | Menow                                                                                       | Alcibiades                                                                                  |                  |
| 父 Tim Tam 1955 黒鹿毛       | 父の父Tom Fool 1949 鹿毛                                                                    | Gaga                                                                                        | Bull Dog                                                                                    | Bull Dog         |
| 父 Tim Tam 1955 黒鹿毛       | 父の父Tom Fool 1949 鹿毛                                                                    | Gaga                                                                                        | Alpoise                                                                                     |                  |
| 父 Tim Tam 1955 黒鹿毛       | 父の母Two Lea 1946 鹿毛                                                                     | Bull Lea                                                                                    | Bull Dog                                                                                    | Bull Dog         |
| 父 Tim Tam 1955 黒鹿毛       | 父の母Two Lea 1946 鹿毛                                                                     | Bull Lea                                                                                    | Rose Leaves                                                                                 |                  |
| 父 Tim Tam 1955 黒鹿毛       | 父の母Two Lea 1946 鹿毛                                                                     | Two Bob                                                                                     | The Porter                                                                                  | The Porter       |
| 父 Tim Tam 1955 黒鹿毛       | 父の母Two Lea 1946 鹿毛                                                                     | Two Bob                                                                                     | Blessings                                                                                   |                  |
| 母 Mixed Marriage 1952 鹿毛  | 母の父Tudor Minstrel 1944 黒鹿毛                                                            | Owen Tudor                                                                                  | Hyperion                                                                                    | Hyperion         |
| 母 Mixed Marriage 1952 鹿毛  | 母の父Tudor Minstrel 1944 黒鹿毛                                                            | Owen Tudor                                                                                  | Mary Tudor                                                                                  |                  |
| 母 Mixed Marriage 1952 鹿毛  | 母の父Tudor Minstrel 1944 黒鹿毛                                                            | Sansonnet                                                                                   | Sansovino                                                                                   | Sansovino        |
| 母 Mixed Marriage 1952 鹿毛  | 母の父Tudor Minstrel 1944 黒鹿毛                                                            | Sansonnet                                                                                   | Lady Juror                                                                                  |                  |
| 母 Mixed Marriage 1952 鹿毛  | 母の母Persian Maid 1947 鹿毛                                                                | Tehran                                                                                      | Bois Roussel                                                                                | Bois Roussel     |
| 母 Mixed Marriage 1952 鹿毛  | 母の母Persian Maid 1947 鹿毛                                                                | Tehran                                                                                      | Stafaralla                                                                                  |                  |
| 母 Mixed Marriage 1952 鹿毛  | 母の母Persian Maid 1947 鹿毛                                                                | Aroma                                                                                       | Fairway                                                                                     | Fairway          |
| 母 Mixed Marriage 1952 鹿毛  | 母の母Persian Maid 1947 鹿毛                                                                | Aroma                                                                                       | Aloe                                                                                        |                  |
| 母系(F-No.)                  | (FN:2-f)                                                                                    | (FN:2-f)                                                                                    | (FN:2-f)                                                                                    | [ § 2 ]          |
| 5代内の近親交配              | Phalaris 5×5、Selene 5×5、Plucky Liege 5・5×5、Bull Dog 4×4（父内）、Son-in-Law 5×5（母内） | Phalaris 5×5、Selene 5×5、Plucky Liege 5・5×5、Bull Dog 4×4（父内）、Son-in-Law 5×5（母内） | Phalaris 5×5、Selene 5×5、Plucky Liege 5・5×5、Bull Dog 4×4（父内）、Son-in-Law 5×5（母内） | [ § 3 ]          |
| 出典                         | 1. 2. 3.                                                                                    | 1. 2. 3.                                                                                    | 1. 2. 3.                                                                                    | 1. 2. 3.         |

- 主な近親にゴーフォーワンドなど。詳細はフェオラ#その他の近親を参照。